# Zaloke
Zaloke este o localitate din comuna Krško, Slovenia, cu o populație de 62 de locuitori.